# روزويل (جورجيا)
روزويل (بالإنجليزية: Roswell, Georgia)‏ هي مدينة تقع في مقاطعة فولتن بولاية جورجيا في الولايات المتحدة. تبلغ مساحة هذه المدينة 100 (كم²)، وترتفع عن سطح البحر 350 م، بلغ عدد سكانها 88346 نسمة في عام 2010 حسب إحصاء مكتب تعداد الولايات المتحدة.

## أعلام
- أليكس فوس
- هيرب شيرر
- كوركي فالنتاين
- تشارلي بريغز
- جون أودوم
- سوني سولجيك
- لورنزو براون
- تشاد فروتشن
- كرتس مايفيلد

## وصلات خارجية
- Roswell, Georgia
- Cities & Counties - Georgia.gov